# Balanophagie antique
La balanophagie, soit la consommation des fruits du chêne, dans la Grèce antique, pratique alimentaire confirmées par l'archéologie, est étroitement associée à l'histoire de sa fondation, et se retrouve par la suite illustrée dans la poésie et les arts, pendant et après l'Antiquité. Plus particulièrement le gland fait référence à l'âge d'or mythique qui apparaît dans la mythologie grecque puis la mythologie romaine. Cette période est suivie d'une période de décadence et se termine avec la domestication du blé, introduit par Cérès (Déméter). Les glands associés à l'Arcadie symbolisent par la suite la vie sauvage, par exemple par rapport au pain qui représentent la vie civilisée.
Les Lumières feront allusion à la balanophagie antique, comme à propos d'un passé dont il faudrait se détourner ; éventuellement une frugalité qui n'est plus de mise par rapport à un certain hédonisme, et un luxe jugé nécessaire au développement des Nations.

## Étymologie
La langue grecque a développé les mots βαλανηφάγοι, βαλανηφάγος, ος, ον, « qui se nourrit de glands » à partir des mots βάλανος / Bálanos, gland et φαγεῖν / phageîn, manger ; ce qui a donné traduit en latin « glandivorus » ; et en français les mots « glandivore », « balanophage », « balanophagie ».
Le mot βαλανηφάγοι apparaît dans les scholies dès le commentaire du vers 479, et chez Hérodote, dans la bouche de la Pythie. Un texte oraculaire conservé par Pausanias fait des Arcadiens, des « mangeurs de glands », et c'est devenu épithète de nature des Arcadiens. On le retrouve chez Lycophron.
« Remarques sur les Bucoliques de Virgile » :

« Le heſtre eſt une ſorte de cheſne, du mot latin fagus, qui vient d'un autre mot grec qui ſignifie manger, à cauſe que les premiers hommes vivoient de gland, ſi les Poëtes en doivent eſtre crus. »

## Balanophagie antique
C'est un lieu commun de la littérature grecque et ultérieure que les premiers Grecs auraient mangé des glands. L'archéologie démontre que la période idéalisée, appelée âge d'or, décrit dans Les Travaux et les Jours d’Hésiode notamment, correspond effectivement à une période qui a précédé la Révolution néolithique.
La Civilisation grecque n'est pas un produit du sol, elle a été importée. Les premiers peuples de la Grèce ne s'étaient pas sédentarisés, ce qui peut être aisément retrouvé dans la langue grecque et dans les écrits. Thucydide au commencement de son histoire, « rapporte que les premiers habitants de la Grèce étaient toujours en mouvement, en guerre les uns contre les autres, qu'ils ne connaissaient pas le commerce, ne possédaient aucune richesse; ils ne plantaient pas, incertains de savoir s'ils pourraient jouir du fruit de leur labcur. ». Lorsque les Grecs ont voulu asseoir leur histoire sur un passé lointain, antérieur à leur arrivée sur le sol grec, ils ont créé en Arcadie la population mythique et autochtone des Pélasges, et leur héros éponyme, Pélasgos, à qui on attribue un certain nombre d'« inventions ».  Pélasgos, suivant la légende, le premier de sa race, apprend aux hommes l'art de se construire des huttes grossières, de se vêtir de peaux de bêtes, la substitution du fruit du chêne aux feuilles et aux plantes sauvages dont ils faisaient auparavant leur alimentation.
Pélasgos a eu un fils, Lycaon. Lycaon a eu un fils, Nyctimos, et une fille, Callisto. Callisto a eu un fils, Arcas, qui a donné son nom à l'Arcadie. Nycteus, Lycos et Poseidon en Béotie ; Nyctimos, Lycaon, Pélasgos en Arcadie : Pélasgos peut être associé à Poséidon ; triple dieu lumineux, infernal et marin donc. De même dans les cosmogonies chaldéennes, les Babyloniens sont redevables de leur civilisation à un être merveilleux, sorti de l'Océan et nommé Oannès. Il faut noter  une légère différence entre les mythes chaldéens ou même phéniciens et la légende arcadienne. À Babylone, comme en Phénicie, c'est le génie de la mer, Oannės ou Dagon, qui enseigne aux hommes l'art de labourer la terre et de cultiver le blé. « En Arcadie, Pélasgos n'a apporté que la cueillette du gland » ; L'agriculture est encore inconnue, et ni Lycaon ni son fils Nyctimos ne l'enseignent à leur peuple. Il faut descendre jusqu'à Arcas pour la rencontrer. L'histoire de l'Arcadie est relatée par Asios de Samos, poète du IIe siècle av. J.-C., cité par Pausanias ,. Sanchoniathon, à raconté une histoire similaire pour la Phénicie .
Chez Pausanias :
« ὁ δὲ τὸν καρπὸν τῶν δρυῶν οὔτι που πασῶν, ἀλλὰ τὰς βαλάνους τῆς φηγοῦ τροφὴν ἐξεῦρεν εἶναι. »
« et il découvrit que le fruit des arbres, non de tous, mais ceux du chêne étaient une nourriture. »
Chez Sanchoniathon
« εὑρεῖν δὲ τὸν Αἰῶνα τὴν ἀπὸ τῶν δὲν· δρων τροφήν. »
« et le premier homme Eon trouva la nourriture des arbres. »
Le rapprochement entre le récit du premier homme, Αἰών (Éon) et Protogonos, cueillant le fruit des arbres, avec Adam et Ève est tentant mais qualifié de fortuit.
En commençant son ouvrage, Pausanias au début de ses Arcadiques a trouvé que les contes des Hellènes dénotaient une crédulité stupide; mais arrivé à ceux des Arcadiens, il a changé de pensée et, dans ces contes, a cru que ses anciens sages avaient symboliquement raconté des vérités profondes et respectables. Pausanias rapproche fort souvent des mythes arcadiens certains mythes orientaux, cariens ou syriens.
La civilisation commence sur la côte orientale du Péloponèse. Au temps d'Homère, tous les Etats importants sont groupés le long de cette côte.
A l'époque de Virgile, les glands sont un met essentiel dans l'alimentation des bœufs et surtout des porcs, mais on se rappelle toujours de la balanophagie antique.

## Histoire
La nourriture des hommes dans les premiers âges consistait en fruits et autres productions que la terre leur présentait sans exiger ni travail ni culture. Leur boisson était l'onde des ruisseaux limpides. Les habitants d'Argos se nourrissaient principalement de poires; ceux d'Athènes, de figues; l'Arcadie était célèbre par ses glands. Selon les anciens auteurs, les hommes se nourrirent longtemps de glands et de grains de différentes espèces, sans connaître l'art de préparer la terre pour la culture du blé. Dans ces temps heureux qu'ils surnomment l'« âge d'or », siècle d'abondance et de prospérité, le froment s'élançait de la terre sans exiger aucun travail . 
Peu-à-peu la terre devint avare, et les hommes furent réduits à la nourriture commune aux animaux . Les hommes, sombrant dans l'ignorance et la barbarie, vécurent comme des bêtes brutes, jusqu'à ce que Cérès leur enseigne l'art des semailles et plusieurs autres inventions utiles, dont le souvenir fut célébré bien des siècles plus tard lors de leurs fêtes .
Triptolème fut son premier disciple , et fit part de ses connaissances à la contrée qu'habitèrent depuis les Athéniens. Cérès initia encore à ces découvertes Eumélus, citoyen de Patras en Achaïe, qui répandit ce bienfait dans sa patrie; Arcas en fit jouir les Arcadiens. Quelques auteurs attribuent à Pan l'invention du pain, et l'art de le faire cuire. L'orge fut la première espèce de grain destiné à la nourriture. Elle fut, par la suite, bannie de la table des citoyens riches, et reléguée à celle des pauvres .
Les glands (avec l'acanthe) symbolisent par la suite la vie sauvage, par exemple par rapport aux pains qui représentent la vie civilisée; À Athènes, lors des cérémonies du mariage par exemple, un jeune garçon se présentait dans la salle du banquet à demi-couvert de rameaux de chêne, et une assiette couverte de pain, entonnant un hymne, où se trouvait répétées la formule sacrée, « ἔφυγον κακόν· εὔρον ἄμεινον » (« J'ai fui un mal, j'ai trouvé mieux »), rappelant à la mémoire des Grecs, l'heureux jour où, renonçant au gland qui leur avait servi de nourriture, ils s'adonnèrent à la culture du blé, symboliquement ce rituel rite fait donc connaître que les époux sont parvenus à une vie plus haute  ..
Les convives dans les festins se partageaient différents emplois. Le principal était celui de συμποσίαρχος, le Symposiarque, chargé de la direction du repas. Le δαιτρος, était chargé de découper les mets celui qui découpe les aliments et distribue les portions [δαινυμι]. Lorsque le gland a été abandonné pour le blé, comme le blé était encore un objet assez rare, sa distribution était l'objet de disputes fréquentes, comme le prouve le mot ἀτασθαλία, dont la signification, bornée d'abord aux disputes qui s'élevaient dans les festins, fut étendue, par la suite, et appliquée à toutes les insultes en général .
Aussi l'expression de δαὶςἐἴση, repas égal, se raconte-t-elle fréquemment dans Homère. Les personnes les plus recommandables avaient droit aux meilleures parts, souvent même à une part plus forte. Les rois à Sparte recevaient διπλάσια πάντα, une double part de chaque mets. Les personnes à qui s'accordait cet honneur, pouvaient, lorsque l'appétit venait à leur manquer, faire jouir de leur excédant qui bon leur semblait. Les Grecs, après les progrès du luxe, abandonnèrent cette coutume, et chacun des convives se servait lui-même tour-à-tour. Elle resta cependant encore longtemps en usage dans les repas qui suivaient les sacrifices, et parmi les citoyens qui n'avaient point renoncé à leur simplicité de mœurs et à leur vie frugale. On peut remarquer qu'aussi longtemps que dura cette habitude de distribuer par portions, on vit généralement régner dans les festins la bonne intelligence et la tranquillité . (Plutarque : les symposiaques, ou les propos de table).

« Qu'on laisse donc les banquets d'Homère: ils sont un peu trop affamés, un peu trop altérés »

À Rome aussi, la couronne civique était composée de feuilles de chêne, car cet arbre fournissait la nourriture la plus ancienne. Aussi parce que cet arbre fournissait la nourriture la plus ancienne, certains arbres qui portent des glands étaient appelés en grec φάγοι / phagoi, de φάγειν, manger, et en latin esculi, de esca, nourriture. De l'idée d'un peuple très ancien répandu chez les Grecs est née une légende en Italie, de la présences de Pelages, les « mangeurs de glands », sur son sol.

## Poésie antique grecque
L'Arcadie suscite dans l'imagination des poètes des images opposées; pays aux mœurs rudes ou pays de l'idylle.

### Asios de Samos
Dans sa description de l'Arcadie, Pausanias, au IIe siècle, cite Asios de Samos, poète du IIe siècle av. J.-C.  : 
« Πελασγὸς δὲ βασιλεύσας τοῦτο μὲν ποιήσασθαι καλύβας ἐπενόησεν, ὡς μὴ ῥιγοῦν τε καὶ ὕεσθαι τοὺς ἀνθρώπους μηδὲ ὑπὸ τοῦ καύματος ταλαιπωρεῖν· τοῦτο δὲ τοὺς χιτῶνας τοὺς ἐκ τῶν δερμάτων τῶν οἰῶν, οἷς καὶ νῦν περί τε Εὔβοιαν ἔτι χρῶνται καὶ ἐν τῇ Φωκίδι ὁπόσοι βίου σπανίζουσιν, οὗτός ἐστιν ὁ ἐξευρών. Καὶ δὴ καὶ τῶν φύλλων τὰ ἔτι χλωρὰ καὶ πόας τε καὶ ῥίζας οὐδὲ ἐδωδίμους, ἀλλὰ καὶ ὀλεθρίους ἐνίας σιτουμένους τοὺς ἀνθρώπους τούτων μὲν ἔπαυσεν ὁ Πελασγός· (6) ὁ δὲ τὸν καρπὸν τῶν δρυῶν οὔτι που πασῶν, ἀλλὰ τὰς βαλάνους τῆς φηγοῦ τροφὴν ἐξεῦρεν εἶναι. Παρέμεινέ τε ἐνίοις ἐς τοσοῦτο ἀπὸ Πελασγοῦ τούτου ἡ δίαιτα, ὡς καὶ τὴν Πυθίαν, ἡνίκα Λακεδαιμονίοις γῆς τῆς Ἀρκάδων ἀπηγόρευεν ἅπτεσθαι, καὶ τάδε εἰπεῖν τὰ ἔπη·
Πολλοὶ ἐν Ἀρκαδίῃ βαλανηφάγοι ἄνδρες ἔασιν,
οἵ σ´ ἀποκωλύσουσιν· ἐγὼ δέ τοι οὔ τι μεγαίρω.

Πελασγοῦ δὲ βασιλεύοντος γενέσθαι καὶ τῇ χώρᾳ Πελασγίαν φασὶν ὄνομα. »
— Pausanias, Description de la Grèce. Tome VIII : Livre VIII. L'Arcadie
        
« Pélasgus pendant son règne enseigna aux hommes, soit l'art de se construire des cabanes pour se mettre à l'abri du froid, de la pluie et de la chaleur, soit celui de se faire des vêtements avec des peaux de sangliers, vêtements dont les gens pauvres se servent encore maintenant dans l'Eubée et la Phocide. Les hommes vivaient encore de feuilles vertes, d'herbes et de racines qui n'étaient pas toutes mangeables, et dont quelques-unes même étaient mortelles; Pélasgus les fit renoncer à cette nourriture, et il découvrit que les glands, non pas ceux de toutes les espèces de [chênes]*, mais ceux que produit le chêne, étaient un aliment. Cette manière de se nourrir, trouvée par Pélasgus, se conserva si longtemps chez quelques peuples de l'Arcadie, que la Pythie, lorsqu'elle défendit aux Lacédémoniens d'envahir le pays des Arcadiens, leur dit les vers suivants : 
Il y a dans l'Arcadie beaucoup de mangeurs de glands, qui t'empêcheront de réussir; quant à moi je ne m'y oppose pas.

On dit que le pays porta le nom de Pélasgie sous le règne de Pélasgus. »
— M.Clavier
Ce régime alimentaire subsiste depuis chez certains, au point même que la Pythie, lorsqu'elle interdit aux Lacédémoniens de s'attaquer au pays des Arcadiens, prononce ces vers : « il y a en Arcadie, beaucoup de mangeurs de glands qui te feront obstacle. Quant à moi, je ne te dis pas non »
Pour Olivier Aurenche (en), Pelasgos, « l'égal des dieux », est littéralement assimilé à un arbre et considéré comme un « héros-arbre » ou « héros-chene» dont l'habitat serait les montagnes.

### Les Travaux et les Joursd’Hésiode
Hésiode dans Les Travaux et les Jours a rendu l'histoire plus universelle en l'élargissant à l'ensemble de l'humanité.

« La paix, nourrice des jeunes hommes, est sur leur terre, et Zeus qui regarde au loin ne leur envoie jamais la guerre lamentable. Jamais la faim, ou l’injure, n’éprouve les hommes justes, et ils jouissent de leurs richesses dans les festins. La terre leur donne une abondante nourriture ; sur les montagnes, le chêne porte des glands à sa cime et des abeilles à la moitié de sa hauteur. Leurs brebis sont chargées de laine et leurs femmes enfantent des fils semblables à leurs pères. Ils abondent perpétuellement en biens et ils ne naviguent point sur les nefs, car la terre féconde leur prodigue ses fruits. »

## Littérature latine

### Lucrèce
Lucrèce Ier siècle av. J.-C. Dans son, De rerum natura :
Chacun se conservait, chacun vivait pour soi.

La faim était leur guide et la force leur loi.

Le mutuel désir de Vénus animale

Ou la brutalité furieuse du mâle

Accouplait les amants sous les rameaux des bois.

Parfois l'offre d'un fruit, quelque poire de choix,

Des glands même, payaient les faveurs amoureuses.
— Lucrèce, De la nature des choses., Livre V (trad. André Lefèvre)
C’est de l’exemple offert par la mère Nature

Que vint l’art de planter, la greffe et la culture.

Les glands, les fruits tombés des arbres, à leurs pieds

Renaissent en essaims d’arbrisseaux printaniers,

Qui, mariés par l’homme aux branches maternelles,

Permirent de planter des essences nouvelles ;

Et d’essais en essais, dans l’enclos bien-aimé,

L’homme vit, par son zèle et ses soins réformé,

Chaque fruit dépouiller son âpreté sauvage.

Les forêts, sur les monts reculant d’âge en âge,

Livraient à ses efforts la plaine et les coteaux
— ibid.)
Toujours le bien présent est le premier pour nous,

1480Si notre souvenir n’en sait pas de plus doux.

L’objet qui lui succède enlève nos suffrages

Et du passé toujours rabaisse les ouvrages.

C’est ainsi que les glands sont tombés en mépris.
— ibid.

### Virgile, premier livre desGéorgiques
Virgile (-79,-19) dans les Géorgiques fait allusion aux temps éloignés où le gland entrait pour une grande part dans l'alimentation humaine, avant que Cérès eût révélé les avantages du blé ( Géorgiques. I, 7-8). Il suppose, d'ailleurs, qu'à des moments d'exceptionnelle disette, on peut encore y recourir: « si tes vœux assidus n'obtiennent pas des pluies favorables, c'est vainement, hélas! que tu contempleras chez ton voisin les trésors entassés de Cérès, et tu te verras réduit, pour apaiser ta faim, à secouer les chênes de la forêt. » :
« Concussaque famem in silvis solabere quercu »
à son époque, les glands sont un met essentiel dans l'alimentation des bœufs et surtout des porcs. 
Les Géorgiques (« les travaux de la terre ») sont la deuxième œuvre majeure de Virgile, écrite entre 37 et 30 av. J.-C. Ce long poème didactique de quelque 2 000 vers, qui s'inspire du poème d'Hésiode Les Travaux et les Jours, est une commande de son ami et protecteur Mécène. Dédié à Octavien, il se présente en quatre livres, les deux premiers consacrés à l'agriculture (céréales, vigne), les deux suivants à l'élevage (animaux, abeilles).

### Ovide, premier livre desMétamorphoses
Le poète romain Ovide (-43,18) a repris le mythe au début des Métamorphoses (Ier siècle) :

« L'âge d'or commença. Alors les hommes gardaient volontairement la justice et suivaient la vertu sans effort. Ils ne connaissaient ni la crainte, ni les supplices; des lois menaçantes n'étaient point gravées sur des tables d'airain; on ne voyait pas des coupables tremblants redouter les regards de leurs juges, et la sûreté commune être l'ouvrage des magistrats.
Les pins abattus sur les montagnes n'étaient pas encore descendus sur l’océan pour visiter des plages inconnues. Les mortels ne connaissaient d'autres rivages que ceux qui les avaient vus naître. Les cités n'étaient défendues ni par des fossés profonds ni par des remparts. On ignorait et la trompette guerrière et l'airain courbé du clairon. On ne portait ni casque, ni épée; et ce n'étaient pas les soldats et les armes qui assuraient le repos des nations.
La terre, sans être sollicitée par le fer, ouvrait son sein, et, fertile sans culture, produisait tout d'elle-même. L'homme, satisfait des aliments que la nature lui offrait sans effort, cueillait les fruits de l'arbousier et du cornouiller, la fraise des montagnes, la mûre sauvage qui croît sur la ronce épineuse, et le gland qui tombait de l'arbre de Jupiter. C'était alors le règne d'un printemps éternel. Les doux zéphyrs, de leurs tièdes haleines, animaient les fleurs écloses sans semence. La terre, sans le secours de la charrue, produisait d'elle-même d'abondantes moissons. Dans les campagnes s'épanchaient des fontaines de lait, des fleuves de nectar; et de l'écorce des chênes le miel distillait en bienfaisante rosée. »

### Claudien
Claudien (370-404), Le Rapt de Proserpine :
Ils n'avoient point de bleds, ne cherchant vers les plaines 

## Renaissance

### Miguel de Cervantes Saavedra, Don Quichotte
Don Quichotte et Sancho Panza (1re partie, Chap. XI, 1605) mangent en compagnie de chevrier et finissent par des glands doux , ce qui chez Don Quichotte remet en mémoire l'âge d'or des Grecs ; il se lance alors dans un long laudator temporis acti, dans lequel peuvent être faits des rapprochements avec Virgile, dans le premier livre des Géorgiques, Ovide, dans le premier livre des Métamorphoses, mais aussi le Tasse, dans le chœur de bergers qui termine le premier acte de l’Aminta, l'Idylle. On le voit Dom Quichotte, dont la résolution ferme est « de ressusciter et de rendre au monde l’ordre oublié de la chevalerie errante » (Presque tous les instituts de chevalerie adoptèrent une devise identique à celle de Dom Quichotte ; dans l’ordre de Malte, on demandait au récipiendaire : « Promettez-vous de donner aide et faveur aux veuves, aux mineurs, aux orphelins et à toutes les personnes affligées ou malheureuses ? » Le novice répondait : « Je promets de le faire avec l’aide de Dieu »), se place à l'issue de l'âge d'or, une période entre barbarie et civilisation (dans les Géorgiques d'Ovide l'âge de fer renvoie à Cérès, qui « apprit aux mortels à retourner la terre avec le fer »),; Dom Quichotte on le comprend n'a pas trouvé sa place dans son temps, période de politesse et d'hypocrisie.

« Après que Don Quichotte eut pleinement satisfait son estomac, il prit une poignée de glands dans sa main, et, les regardant avec attention, il se mit à parler de la sorte :
« Heureux âge, dit-il, et siècles heureux, ceux auxquels les anciens donnèrent le nom d’âge d’or, non point parce que ce métal, qui s’estime tant dans notre âge de fer, se recueillit sans aucune peine à cette époque fortunée, mais parce qu’alors ceux qui vivaient ignoraient ces deux mots, tien et mien. En ce saint âge, toutes choses étaient communes. Pour se procurer l’ordinaire soutien de la vie, personne, parmi les hommes, n’avait d’autre peine à prendre que celle d’étendre la main, et de cueillir sa nourriture aux branches des robustes chênes, qui les conviaient libéralement au festin de leurs fruits doux et mûrs. Les claires fontaines et les fleuves rapides leur offraient en magnifique abondance des eaux limpides et délicieuses. Dans les fentes des rochers, et dans le creux des arbres, les diligentes abeilles établissaient leurs républiques, offrant sans nul intérêt, à la main du premier venu, la fertile moisson de leur doux labeur. Les liéges vigoureux se dépouillaient d’eux-mêmes, et par pure courtoisie, des larges écorces dont on commençait à couvrir les cabanes, élevées sur des poteaux rustiques, et seulement pour se garantir de l’inclémence du ciel. Tout alors était paix, amitié, concorde. Le soc aigu de la pesante charrue n’osait point encore ouvrir et déchirer les pieuses entrailles de notre première mère, car, sans y être forcée, elle offrait, sur tous les points de son sein spacieux et fertile, ce qui pouvait alimenter, satisfaire et réjouir les enfants qu’elle y portait alors. Alors aussi les simples et folâtres bergerettes s’en allaient de vallée en vallée et de colline en colline, la tête nue, les cheveux tressés, sans autres vêtements que ceux qui sont nécessaires pour couvrir ce que la pudeur veut et voulut toujours tenir couvert ; et leurs atours n’étaient pas de ceux dont on use à présent, où la soie de mille façons martyrisée se rehausse et s’enrichit de la pourpre de Tyr ; c’étaient des feuilles entrelacées de bardane et de lierre, avec lesquelles, peut-être, elles allaient aussi pompeuses et parées que le sont aujourd’hui nos dames de la cour, avec les étranges et galantes inventions que leur a enseignées l’oisive curiosité. Alors les amoureux mouvements de l’âme se montraient avec ingénuité, comme elle les ressentait, et ne cherchaient pas, pour se faire valoir, d’artificieux détours de paroles. Il n’y avait point de fraude, point de mensonge, point de malice qui vinssent se mêler à la franchise, à la bonne foi. La justice seule faisait entendre sa voix, sans qu’osât la troubler celle de la faveur ou de l’intérêt qui l’étouffent maintenant et l’oppriment. La loi du bon plaisir ne s’était pas encore emparée de l’esprit du juge, car il n’y avait alors ni chose ni personne à juger. Les jeunes filles et l’innocence marchaient de compagnie, comme je l’ai déjà dit, sans guide et sans défense, et sans avoir à craindre qu’une langue effrontée ou de criminels desseins les souillassent de leurs atteintes ; leur perdition naissait de leur seule et propre volonté. Et maintenant, en ces siècles détestables, aucune d’elles n’est en sûreté, fût-elle enfermée et cachée dans un nouveau labyrinthe de Crète ; car, à travers les moindres fentes, la sollicitude et la galanterie se font jour ; avec l’air pénètre la peste amoureuse, et tous les bons principes s’en vont à vau-l’eau. C’est pour remédier à ce mal que, dans la suite des temps, et la corruption croissant avec eux, on institua l’ordre des chevaliers errants, pour défendre les filles, protéger les veuves, favoriser les orphelins et secourir les malheureux. De cet ordre-là, je suis membre, mes frères chevriers, et je vous remercie du bon accueil que vous avez fait à moi et à mon écuyer ; car, bien que, par la loi naturelle, tous ceux qui vivent sur la terre soient tenus d’assister les chevaliers errants, toutefois, voyant que, sans connaître cette obligation, vous m’avez bien accueilli et bien traité, il est juste que ma bonne volonté réponde autant que possible à la vôtre. »
Toute cette longue harangue, dont il pouvait fort bien faire l’économie, notre chevalier l’avait débitée, parce que les glands qu’on lui servit lui remirent l’âge d’or en mémoire, et lui donnèrent la fantaisie d’adresser ce beau discours aux chevriers, lesquels, sans lui répondre un mot, s’étaient tenus tout ébahis à l’écouter. Sancho se taisait aussi ; mais il avalait des glands doux, et faisait de fréquentes visites à la seconde outre qu’on avait suspendue à un liège pour que le vin se tînt frais. »

— Miguel de Cervantes Saavedra, L’Ingénieux Hidalgo Don Quichotte de la Manche. Première partie, Chapitre XI. Traduction par Louis Viardot.
Dostoïevski désirait intégrer la vision de Don Quichotte, de l'âge d'or, dans L'Idiot; mais c'est finalement dans Le rêve d'un homme ridicule, qu'il fera directement référence à Cervantès, : 

« Commencèrent les luttes pour les séparations, l’autonomie, l’individualité, pour le mien et le tien. Ils parlèrent des langues différentes. »

## Chez les auteurs des lumières

### Mandeville
La Fable des abeilles trouve son origine dans la publication anonyme par Mandeville, le 2 avril 1705, d'un doggerel à six pence, « The Grumbling Hive: or, Knaves Turn'd Honest » (« La Ruche mécontente, ou les coquins devenus honnêtes »). Écrit qu'au début de sa carrière littéraire, Mandeville lui-même ne se souciait guère d'être pris au sérieux. Les pacifistes, les prédicateurs, les petits Anglais et les sociétés de réforme des mœurs étaient activement engagés dans leur entreprise millénaire, et Mandeville leur lança un sketch satirique, jouant inoffensivement avec l'idée que lorsque l'ambition et l'esprit d'entreprise seront remplacés par la frugalité, la douceur, la tempérance et la patience, la société cessera de « fleurir » et de se développer comme elle l'avait fait lorsque ses idéaux moteurs étaient exaltants et agressifs. La Fable des abeilles développe dans une veine satirique la thèse de l’utilité sociale du luxe, du vice, et de l’égoïsme. Pour défendre une vision d'une nature humaine égoïste, Mandeville a proposé des histoires conjecturales de l'origine de la vertu morale, inversant la description de l'humanité primitive décrite par Lucrèce dans son De Rerum Natura. George Berkeley, dans son Alciphron de 1732 y décèle un système éthique diabolique.

Le poème se termine par une phrase célèbre :
« Bare Virtue can't make Nations live

In Splendor; they, that would revive

A Golden Age, must be as free,

For Acorns, as for Honesty. »
« La simple vertu ne peut faire vivre les nations

Dans la splendeur ; ceux qui voudraient faire revivre

Un âge d'or, doivent être autant libre,

Pour les glands, que pour l'honnêteté. »
— traduction littérale

### Voltaire
Dans les pas de Mandeville, Voltaire, dans le Mondain a repris le gland de Mandeville et de Lucrèce, et l'a replacé dans le contexte du jardin d'Éden : 

« Mon cher Adam, mon gourmand, mon bon père,

Que faisais-tu dans les jardins d’Éden ?

Travaillais-tu pour ce sot genre humain ?

Caressais-tu madame Ève, ma mère ?

Avouez-moi que vous aviez tous deux

Les ongles longs, un peu noirs et crasseux,

La chevelure un peu mal ordonnée,

Le teint bruni, la peau bise et tannée.

Sans propreté l’amour le plus heureux

N’est plus amour, c’est un besoin honteux.

Bientôt lassés de leur belle aventure,

Dessous un chêne ils soupent galamment

Avec de l’eau, du millet, et du gland ;

Le repas fait, ils dorment sur la dure :

Voilà l’état de la pure nature. »

#### «blé, grammaire, morale.»
Voltaire, dans son Dictionnaire philosophique, Tome 18, Blé ou Bled, Section VI, « blé, grammaire, morale. » : « On dit proverbialement: «manger son blé en herbes; être pris comme dans un blés; crier famine sur un tas de blé» Mais de tous les proverbes que cette production de la nature et de nos soins a fournis, il n’en est point qui mérite plus l’attention des législateurs que celui-ci: »

« Ne nous remets pas au gland quand nous avons du blé. »

« Cela signifie une infinité de bonnes choses, comme par exemples:

Ne nous gouverne pas dans le XVIIIe siècle comme on gouvernait du temps d’Albouin, de Gondebald, de Clodivick, nommé en latin Clodovæuss ;

Ne parle plus des lois de Dagobert, quand nous avons les œuvres du chancelier d’Aguesseau, les discours de MM. les gens du roi, Montclar, Servan, Castillon, La Chalotais, Dupaty, etc.s ;

Ne nous cite plus les miracles de saint Amable, dont les gants et le chapeau furent portés en l’air pendant tout le voyage qu’il fit à pied du fond de l’Auvergne à Romes ;

Laisse pourrir tous les livres remplis de pareilles inepties, songe dans quel siècle nous vivonss;

Si jamais on assassine à coups de pistolet un maréchal d’Ancre, ne fais point brûler sa femme en qualité de sorcière, sous prétexte que son médecin italien lui a ordonné de prendre du bouillon fait avec un coq blanc, tué au clair de la lune, pour la guérison de ses vapeurs ;

Distingue toujours les honnêtes gens, qui pensent, de la populace, qui n’est pas faite pour pensers ;

Si l’usage t’oblige à faire une cérémonie ridicule en faveur de cette canaille, et si en chemin tu rencontres quelques gens d’esprit, avertis-les par un signe de tête, par un coup d’œil, que tu penses comme eux, mais qu’il ne faut pas rires ;

Affaiblis peu à peu toutes les superstitions anciennes, et n’en introduis aucune nouvelles ;

Les lois doivent être pour tout le mondes; mais laisse chacun suivre ou rejeter à son gré ce qui ne peut être fondé que sur un usage indifférents ;

Si la servante de Bayle meurt entre tes bras, ne lui parle point comme à Bayle, ni à Bayle comme à sa servantes ;

Si les imbéciles veulent encore du gland, laisse-les en mangers; mais trouve bon qu’on leur présente du pain.

En un mot, ce proverbe est excellent en mille occasions.
 »

### Rousseau
Dans son Discours sur l’origine et les fondements de l’inégalité parmi les hommes (Note 9), Jean-Jacques Rousseau, qui fait référence à Mandeville, s'inspire de nouveau du récit de Lucrèce :

« Quoi donc ? Faut-il détruire les sociétés, anéantir le tien et le mien, et retourner vivre dans les forêts avec les ours ? Conséquence à la manière de mes adversaires, que j’aime autant prévenir que de leur laisser la honte de la tirer. O vous, à qui la voix céleste ne s’est point fait entendre et qui ne reconnaissez pour votre espèce d’autre destination que d’achever en paix cette courte vie, vous qui pouvez laisser au milieu des villes vos funestes acquisitions, vos esprits inquiets, vos cœurs corrompus et vos désirs effrénés, reprenez, puisqu’il dépend de vous, votre antique et première innocence ; allez dans les bois perdre la vue et la mémoire des crimes de vos contemporains et ne craignez point d’avilir votre espèce, en renonçant à ses lumières pour renoncer à ses vices. Quant aux hommes semblables à moi dont les passions ont détruit pour toujours l’originelle simplicité, qui ne peuvent plus se nourrir d’herbe et de gland, ni se passer de lois et de chefs, ceux qui furent honorés dans leur premier père de leçons surnaturelles, ceux qui verront dans l’intention de donner d’abord aux actions humaines une moralité qu’elles n’eussent de longtemps acquise, la raison d’un précepte indifférent par lui-même et inexplicable dans tout autre système ; ceux, en un mot, qui sont convaincus que la voix divine appela tout le genre humain aux lumières et au bonheur des célestes intelligences, tout ceux-là tâcheront, par l’exercice des vertus qu’ils s’obligent à pratiquer en apprenant à les connaître, à mériter le prix éternel qu’ils en doivent attendre ; ils respecteront les sacrés liens des sociétés dont ils sont les membres ; ils aimeront leurs semblables et les serviront de tout leur pouvoir ; ils obéiront scrupuleusement aux lois et aux hommes qui en sont les auteurs et les ministres, ils honoreront surtout les bons et sages princes qui sauront prévenir, guérir ou pallier cette foule d’abus et de maux toujours prêts à nous accabler, ils animeront le zèle de ces dignes chefs, en leur montrant sans crainte et sans flatterie la grandeur de leur tâche et la rigueur de leur devoir ; mais ils n’en mépriseront pas moins une constitution qui ne peut se maintenir qu’à l’aide de tant de gens respectables qu’on désire plus souvent qu’on ne les obtient et de laquelle, malgré tous leurs soins, naissent toujours plus de calamités réelles que d’avantages apparents. »

## Botanique
Le φηγός était le chêne arcadien, aux glands doux, dont un exemplaire auraculaire se trouvait à Dodone.
La châtaigne est plus proche du gland que de la noix, protégée par une bogue hérissée de piquants qui est à l'état d'ébauche dans le gland.